# 议报
《议报》是一家位于美国的媒体，原名《公民议报》。《议报》由杨建利创建，隶属于非政府组织公民力量，有中文、英文版。

## 简介
《议报》原为2001年在美国创立的二十一世纪中国基金会的刊物。2002年创办人杨建利返回中国时被捕后，由宋永毅担任编辑。2008年起，由公民力量接手主办。 2022年起，原中共中央党校教授蔡霞女士担任主编。
《议报》发表有关中国境内人权和法治状况的专栏文章和新闻文章。 来自中国的陈伟、刘贤斌、陈道军、杨银波等多名记者和撰稿人被中国当局逮捕并判刑。

## 事件
2021年，《纵览中国》、《民主中国》、《议报》联合发布“从历史看未来：中共建党一百周年”主题有奖征文启事。

## 外界评价
张博树认为，《议报》是海外中国自由主义知识分子的主要发声平台之一。
批判人士认为，《议报》刻意淡化自身作为公民力量机关报的属性，树立海外民主运动共享舆论平台的身份。